# Filippo Fiorino
Filippo Fiorino (Partinico, 27 agosto 1932 – Palermo, 10 marzo 2006) è stato un politico italiano.

## Biografia
Laureato in giurisprudenza, fin da giovane iscritto al Partito Socialista Italiano, è tra i maggiori esponenti siciliani della corrente autonomista vicina a Bettino Craxi, è stato consigliere comunale di Palermo dal 1975. Fu anche consigliere comunale a Partinico e Capaci.
Deputato regionale all'ARS nell'VIII, IX ed XI legislatura, Assessore regionale ai Beni Culturali e Pubblica Istruzione nel 45º e 46º governo regionale, vicepresidente della Regione Siciliana tra il 1991 e il 1992.
Deputato alla Camera nella IX e X legislatura (in carica quindi dal 1983 al 1992), è stato sottosegretario di Stato alla Marina Mercantile nel I governo Goria e nel Governo De Mita, quindi sottosegretario di Stato alla Presidenza del Consiglio dei ministri (con delega agli Interventi straordinari nel Mezzogiorno) nel VI Governo Andreotti.
Anche con la disgregazione del PSI rimase fedele alle sue scelte socialiste, fondando il Partito Socialista-Sicilia prima e partecipando al movimento dei Liberalsocialisti dopo. In occasione dell'avvicinamento, nell'ultimo periodo, alle posizioni dello SDI prima, e della Rosa nel Pugno dopo, non ha mai fatto mancare ai compagni socialisti la sua analisi attenta e lucida. Militò anche nel Nuovo PSI. Dalla data di scioglimento del Psi, si è mostrato sempre critico nei confronti dei movimenti socialisti che non ponevano come primi obiettivi quelli dell'autonomia socialista e della difesa della storia politica di Bettino Craxi.
Morì all'età di 73 anni nel marzo del 2006.